# Yitzhak

## Pessoas
- Yitzhak Ben-Zvi
- Yitzhak Kadouri
- Yitzhak Rabin
- Yitzhak Sadeh
- Yitzhak Shamir
- Yitzhak Yedid

Ou ainda:
- Isaac